# Froesiodendron longicuspe
Froesiodendron longicuspe là loài thực vật có hoa thuộc họ Na. Loài này được (R.E.Fr.) N.A.Murray mô tả khoa học đầu tiên năm 1995.